# ラプラス (小惑星)
ラプラス (4628 Laplace) は小惑星帯に位置する小惑星である。エリック・エルストがロジェン天文台で発見した。
フランスの数学者ピエール＝シモン・ラプラスから命名された。